# Austrolimnophila (Austrolimnophila) luteipleura
Austrolimnophila (Austrolimnophila) luteipleura is een tweevleugelige uit de familie steltmuggen (Limoniidae). De soort komt voor in het Afrotropisch gebied.